# Крестовоздвиженская церковь (Элиста)
Церковь Воздвижения Креста Господня — православный храм в городе Элиста. Приписан к кафедральному собору Казанской иконы Пресвятой Богородицы и находится возле него. Является самым старым сохранившимся зданием в городе.
Городская достопримечательность.

## История
Первая элистинская православная церковь во имя святого Николая Чудотворца не сохранилась до нашего времени. Она была построена в 1860-е годы, вскоре после образования Элисты. Здание церкви святого Николая Чудотворца сгорело в 1896 году. От церковного комплекса храма святого Николая Чудотворца сохранилась только лишь церковная школа, построенная в 1879 году. В 1897 году на месте сгоревшего храма была построен деревянная церковь в честь Воздвижения Креста Господня. В 1933 году этот храм был конфискован советской властью и переоборудован в склад. В 1939 году храм был разобран на стройматериалы, которые пошли на строительство летнего театра в парке «Дружба». Во время Великой Отечественной войны летний театр был разобран для нужд войск.
В середине 1940-х годов в Элисте возобновились православные богослужения в бывшем здании церковно-приходской школы, сохранившейся после пожара храма святого Николая Чудотворца. На крыше здания был устроен купол, внутри поставили иконостас. Здание школы было освящено и используется как православный храм до нашего времени.
С февраля 1985 по октябрь 1995 года настоятелем церкви был священник Владимир Остапенко — будущий первый епископ Элистинский и Калмыцкий Зосима.

## Святыни храма
В элистинской церкви Воздвижения Креста Господня находятся особо почитаемые православные иконы святого Пантелеимона, «Явления Иисуса молящимся», икона Божией Матери «Неопалимая купина».
С этими иконами связаны, как считают, следующие события:
16 мая 2004 года у иконы святого Пантелеимона сама собой зажглась лампада, имевшая настолько сильный свет, что освещала весь храм;
11 сентября 1946 года в элистинском храме Воздвижения Креста Господня произошло явление Иисуса Христа. Во время молитвы священник и верующие увидели Иисуса Христа, одетого в одежду священника. В память об этом событии была написана икона «Явление Христа молящимся»;
Икону «Неопалимая купина», которая датируется XVIII — XIX веками, принёс в первый храм святого Николая Чудотворца учёный И. В. Борисенко, написавший книгу «Православие в Калмыкии».

## Галерея
- Икона «Явление Иисуса Христа молящимся»
- Праздничное убранство Крестовоздвиженской церкви в Пасхальную ночь 2017
- Великая Княгиня Мария Владимировна и Архиепископ Юстиниан в Крестовоздвиженской церкви

## Источник
- Элистинская и Калмыцкая епархия — 10 лет, Элиста, ОАО «Джангар», 2005 г., стр. 26